# ريتشارد ستيلويل
ريتشارد ستيلويل (بالإنجليزية: Richard Stilwell)‏ هو مغني ومغني أوبرا أمريكي، ولد في 6 مايو 1942.

## وصلات خارجية
- ريتشارد ستيلويل على موقع IMDb (الإنجليزية)
- ريتشارد ستيلويل على موقع ميوزك برينز (الإنجليزية)
- ريتشارد ستيلويل على موقع أول ميوزيك (الإنجليزية)
- ريتشارد ستيلويل على موقع ديسكوغز (الإنجليزية)